# Kharkov: Disaster on the Donets
Kharkov: Disaster on the Donets — пошаговая стратегическая компьютерная игра, разработанная компанией Strategic Studies Group и выпущенная Matrix Games в 2008 году для Microsoft Windows. Игра содержит только один сценарий, симулирующий Харьковскую операцию 1942 года.

## Игровой процесс

Игровой процесс

Игра комбинирует в себе особенности серии «Decisive Battles of World War II» и предыдущей игры Strategic Stuides Group — Battlefront. Управление войсками может вестись как на уровне батальонов, так и на уровне полков. Единственный сценарий в игре длится 16 ходов.

## Across the Dnepr: Second Edition
В 2010 году Sctrategic Studies Group выпустили официальное дополнение для «Kharkov» — «Across the Dnepr: Second Edition», которое одновременно является ремейком одноимённой игры 2003 года. Основной сценарий является переизданием сценария из «Across the Dnepr» на новой системе и повествует о Смоленском сражении 1941 года. Помимо него, дополнение включает три дополнительных сценария: Операция «Хаски», Будапештская операция и Кировоградская наступательная операция. Все три сценария также были выпущены бесплатно для всех обладателей оригинальной игры.

## Отзывы
Обозреватель сайта IGN Стив Баттс 7.9 баллов из 10 возможных. По его мнению, «Харьков» одновременно олицетворяет как негативные, так и позитивные аспекты жанра компьютерных варгеймов. Он похвалил реализм, искусственный интеллект и нововведения, но отметил, что как и предыдущие релизы Strategic Studies Group, игра будет очень сложна для новичков.
Ларри Левандовски в рецензии журнала Armchair General назвал «Kharkov: Disaster on the Donets» лучшим варгеймом с управлением на оперативном уровне и оценил его в 88 %. При этом он отметил, что плохо документированный искусственный интеллект может помешать появлению большого количества пользовательских сценариев.